# (1801) Titicaca
(1801) Titicaca ist ein Asteroid des Hauptgürtels, der am 23. September 1952 von dem argentinischen Astronomen Miguel Itzigsohn in La Plata entdeckt wurde.
Der Name des Asteroiden erinnert an den Titicaca-See in Peru und Bolivien.